# Misumenops pallidus reichlini
Misumenops pallidus là một phân loài nhện trong họ Thomisidae.
Loài này thuộc chi Misumenops. Misumenops pallidus reichlini được Ehrenfried Schenkel-Haas miêu tả năm 1949.